# 阿根廷中央银行

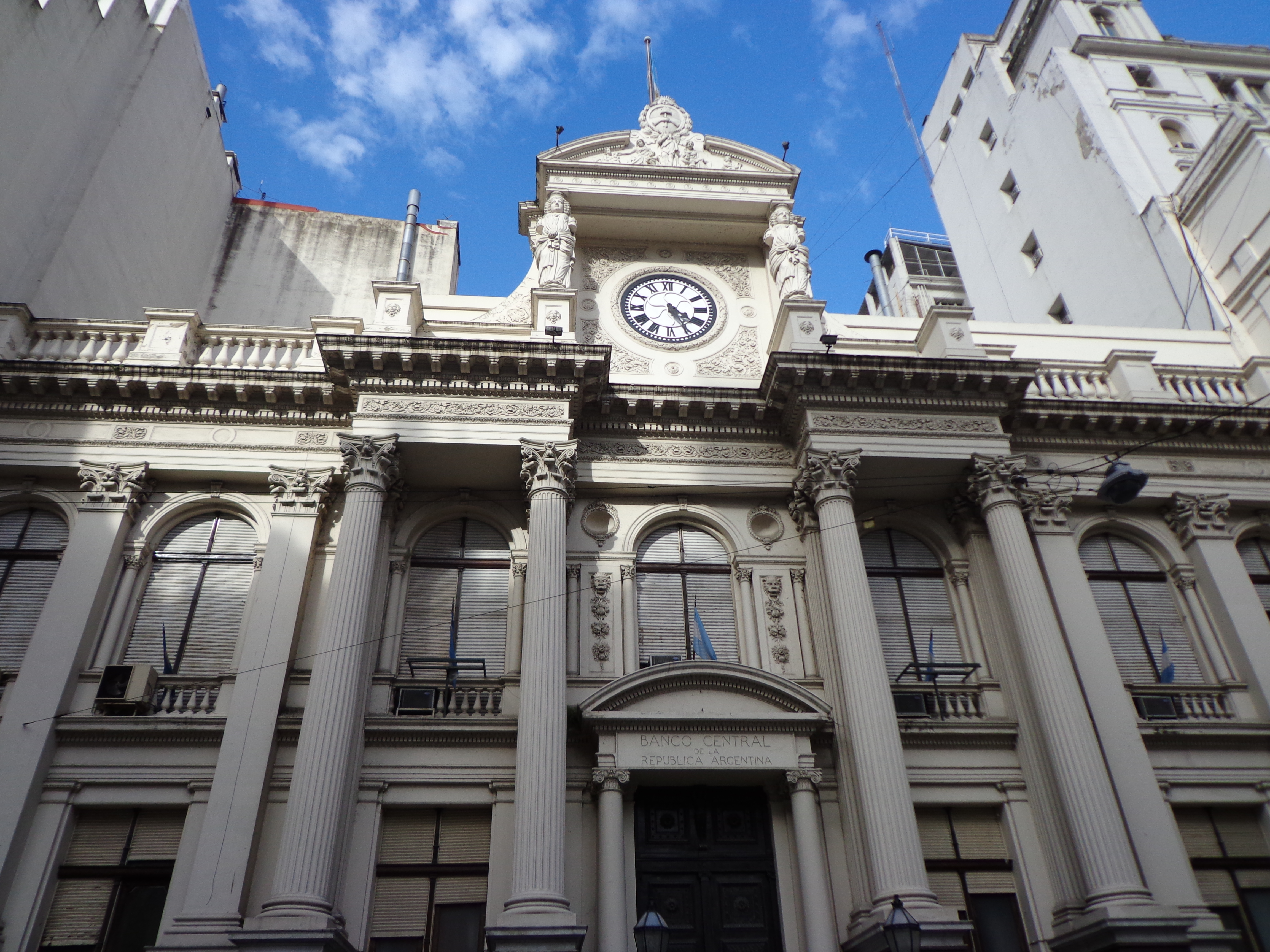
阿根廷中央银行

阿根廷共和国中央银行（西班牙语：Banco Central de la República Argentina，簡稱BCRA）是阿根廷的中央银行。該机构主要制定貨幣政策，並促進該國的货币稳定、金融稳定、就業以及經濟發展。

## 建立
1935年5月28日，阿根廷中央银行成立，其前身是1899年成立的阿根廷貨幣發行局。阿根廷中央银行總部位于布宜诺斯艾利斯中央商务区。
1933年至1943年期間，阿根廷中央银行是一个私人实体。中央银行的行長由阿根廷总统任命，但其12名董事中有11名是私人银行的首席执行官。1946年3月24日，胡安·裴隆下令将阿根廷中央银行国有化。